# Перконкрустс
«Пе́рконкрустс» (латис. Pērkonkrusts; «Громовий хрест») — латиська ультра-націоналістична, антинімецька й антисемітська організація з нацистською ідеологією та фашистською організацією.

## Передумови створення
Перша організація нацистського спрямування з'явилась у Латвії ще 1920 року: Латиський національний клуб (Latvju nacionālais klubs). Того ж року було засновано радикально-націоналістичну молодіжну організацію: Національний молодіжний союз латишів (Latviešu nacionālā jaunatnes savienība). Та організація залучала до своїх лав «фронтове покоління» — молодь, яка брала участь у боях за незалежність та жадала винагороди за свої жертви через провідну роль у державі. Серед лідерів були Індрикіс Поне, Яніс Штельмахер і Густавс Целміньш — двоє останніх створили свої націонал-соціалістичні партії на початку 1930-их років. Уже від самого початку Штельмахер висловлював антисемітські погляди — невдоволення тим, що євреї займають місця в Латвійському університеті.
На початку 1922 року молодіжний союз уже перетворився на згуртовану організацію та випробовував свої сили, атакувавши першотравневу демонстрацію соціал-демократів у Ризі. Це привабило увагу та дало поштовх новому притоку молоді до організації. У свою чергу Латиський національний клуб спробував розширитись, шукаючи підтримку серед університетських студентів.
У наступні два роки Клуб узяв на себе роль об'єднувача всіх правих радикалів у Латвії, пропагуючи радикальний націоналізм, спрямований проти марксистів і національних меншин. І ті, й інші вважались перепоною для створення латиської національної держави. Особливо підкреслювалась ворожа роль євреїв: однією з перших секцій Клубу стала «Секція з боротьби проти впливу євреїв» (Žīdu iespaida apkaŗošanas sekcija), метою якої була мобілізація латвійського суспільства проти шкідливого впливу євреїв на культурне, політичне й особливо економічне життя країни.
Здобувши симпатію у всій країні, в тому числі серед військовиків і політиків, Клуб залишався переважно організацією, сконцентрованою навколо університету, просуваючи антисемітські погляди у студентській раді та керівництві вишу. Спроба комуністичного перевороту в Талліні 1 грудня 1924 року сприяла швидкій ескалації застосування сили проти опонентів Клубу. Після двох перших вибухів бомб, спрямованих проти друкованої преси Соціал-демократичної партії, та смертельно небезпечної конфронтації з парламентським крилом тієї партії влада 18 лютого 1925 року ухвалила рішення закрити Клуб. Однак уже в березні організація відродилась як Клуб латиських націоналістів (Latvju nacionālistu klubs), однак колишньої організаційної сили так і не набула, залишаючись, тим не менше, впливовою в ідейному плані як перша націоналістична організація, що просувала фашистські ідеї. Її голосним публічним актом була телеграма з вітаннями Муссоліні. Праця Клубу стала прикладом для єдності крайніх правих, послідовниками яких стали численні латиські радикально-націоналістичні організації. В організаційному сенсі Клуб створив прецедент для наслідування, а також символіку й політичну уніформу — сірі сорочки.

## Історія
1932 року було утворено радикально-націоналістичну організацію Об'єднання латиського народу «Вогняний хрест» («Угунскрустс»). Уже в жовтні того ж року було проведено внутрішні пропагандистські курси на тему расового відбору. 1933 року організація різко засудила законодавство про аборти — як «узаконене розбещення». Окрім того, приватних лікарів-євреїв звинуватили в тому, що законодавство розв'язує їм руки в реалізації євгеніки з метою негативного впливу на народжуваність латишів.
Після заборони 1933 року організацію перейменували на Об'єднання латиського народу «Перконкрустс» («Громовий хрест»). До наступного року в її лавах налічувалось до 5 тисяч осіб. Більшість із них були представниками латиської інтелігенції, що зміцнювалась, і студентських об'єднань «Леттонія», «Селонія», «Талавія» тощо.
«Перконкрустс» у дебатах про стерилізаційне законодавство висловився за необхідність захисту в такий спосіб «нашої раси» [savu rasi] та водночас за заборону на розмноження не лише фізично чи розумово відсталих людей, але й злочинців, «євреїв, негрів, монголів та інших подібних осіб». Лідерами у просуванні євгенічних концепцій організації були психіатри Е. Планіс і Херманіс Салтупс.
За рішенням Ризького окружного суду від 30 січня 1934 року організацію було закрито й формально розпущено, однак вона продовжувала діяти, навіть не особливо ховаючись. Вікна її штаб-квартири на вулиці Брунінієку прикрашали величезні свастики. Після перевороту, що затвердив диктатуру Улманіса, кілька десятків членів «Перконкрустса» засудили до позбавлення волі на різні терміни. Так, лідер організації Густавс Целміньш був засуджений на 3 роки, а після завершення терміну покарання був засланий з країни.
1941 року після окупації Латвії Німеччиною були спроби відновити організацію. Однак вони не були успішними, й 17 серпня 1941 року «Перконкрустс» було заборонено німецькими окупантами. Попри це, активісти «Перконкрустса» продовжували діяти. Вони заснували Інститут антисемітизму в Ризі, що зробив великий внесок до нарощування антисемітської пропаганди. Професор Юріс Плакіс організував семінар антисемітських досліджень у Латвійському університеті. Членів «Перконкрустса» активно закликали до розстрільних команд СД, в тому числі до команди Арайса. В результаті вони здобули непропорційно значний вплив на перебіг Голокосту в Латвії.
Співпраця перконкрустовців с нацистами виражалась не лише в участі у репресіях, але й в інформаційній роботі у друкованих виданнях. Рупором окупаційної влади й антисемітизму стала газета «Tēvija» («Вітчизна»), в якій активно співпрацювали Раймондс Чакс, Паулс Ковалевскіс (змінив після війни ім'я на Павілс Кланс), Артурс Кродерс та Адольф Шілде. Останній в огляді подій у Семигалії 1942 року написав: «Оглядаючись на найвидатніші події минулого року, ми не можемо промовчати про ту велику радість, яку ми відчуваємо у зв'язку з рішенням єврейського питання в нашій країні».
У прагненні знищити євреїв у «Перконкрустса» було багато спільного з німецьким окупаційним режимом, однак його довгострокова мета — Латвія для латишів — залишалась на порядку денному. Це розуміли й німці: «Вони люблять називати себе латиськими націонал-соціалістами. Але не слід забувати, що до 1940 року вони зі своїм гаслом „Латвія для латишів“ виступали за витиснення з країни і євреїв, і німців», — відзначав ризький градоначальник Фрідріх Трампедах 16 серпня 1941 року.
Після заборони організації її члени розділились. Частина служила в зондеркомандах, частина видатних діячів співпрацювала з окупантами. Адольф Шілде став активним членом організації «Народна допомога» (Tautas palīdzība), що була тісно пов'язана з німецькими Nationalsozialistische Volkswohlfahrt і Winterhilfswerk. Пуксіс очолив колабораціоністський Департамент культури, Андерсонс став заступником директора Департаменту праці. Плакіс, Салтупс та інші працювали в Департаменті здоров'я. Всі ті сфери обрали не випадково й вони співвідносились з програмними установками організації: родина, молодь, працевлаштування, культура, євгеніка. Входження до тих структур було спробою використати нацистський окупаційний режим у власних цілях. Частина членів організації пішла у підпілля.

## Ідеологія
Ідейною основою ідеології організації «Перконкрустс» було обрано етнорасистський націоналізм, а визначною метою було названо створення «Латвії для латишів», у якій латиші мали стати господарями країни та мати всю повноту державної влади. Окрім того, прибічники «Перконкрустса» висловлювали антисемітські, антиліберальні й антикапіталістичні погляди, а також закликали до боротьби за расову чистоту латиського народу. Методами роботи стали конспіративна діяльність і насильницькі акції, всі члени організації мали псевдо та кожен проходив обряд ініціації зі складанням клятви вірності.
У програмі «Перконкрустса» була вимога скасувати Сатверсме (конституцію) 1922 року та надати політичні права тільки латишам. Окрім антисемітизму, «Перконкрустс» сповідував також антинімецькі погляди. Одна зі статей у газеті «Угунскрустс» від 1932 року казала таке:

Німці відкрито, як прийнято у всіх арійців, кажуть, що там знову над латиською більшістю мала правити німецька меншість і вони мали досягнути цього навіть зі зброєю в руках. Тут у нас відкритий противник, проти якого нам колись доведеться здійняти зброю… Інша справа — діяльність євреїв. Вони не вступають і ніколи не вступлять, і не зможуть вступити у відкритий бій.
Оригінальний текст (латис.)
Vācieši atklāti, kā tas visiem āriešiem parasts, pasaka, ka šeit atkal jāvalda vāciešu minoritātei pār latviešu mažoritāti un ka viņiem tas jāpanāk kaut arī ieročiem rokās. Te mums atklāts pretinieks, pret kuru mums būs kādreiz jāpaceļ ierocis.. Cita lieta ir ar žīdu darbību. Tie neiziet un nekad neizies, un nevar iziet atklātā cīņā.

Розворот Перконкрустса в бік відкритого нацизму можна помітити в листі Целміньша з Гельсінкі, написаному в листопаді 1938 року:

…доля євреїв у Європі вирішиться остаточно й радикально — після закріплення нової епохи в країнах Європи не залишиться жодного єврея.
Оригінальний текст (латис.)
..žīdu liktenis Eiropā tiks izšķirts galīgi un radikāli - jaunam laikmetam galīgi nostiprinoties, Eiropas valstīs nebūs vairs neviena žīda

Після відновлення діяльності на початку німецької окупації «Перконкрустс» більше не використовував своє гасло «Латвію латишам» і повторював ідеологічні установки НСДАП, однак і при цьому існував лише до 17 серпня 1941 року.

## Спроба відновлення
Після відновлення незалежності Латвії в країні було створено екстремістське угруповання, що взяло назву «Перконкрустс» і мету — побудову латиської Латвії. В угрупованні перебували дванадцять осіб, вона також мала прибічників серед інших екстремістських і расистських організацій. Більшість учасників були молодими, погано освіченими особами чоловічої статі, сферою трудової діяльності яких була низькокваліфікована праця (ремонт автомобільних шин, чистка димарів тощо). Лідери — Юріс Речс, Віліс Лініньш, Ігорс Шишкінс. Члени угруповання провели кілька кримінальних акцій — наприклад, у ніч з 5 на 6 червня 1997 року спробували підірвати пам'ятник визволителям Риги. Під час акції загинули два підривника. Після суду над причетними до вибуху особами (Юріс Реч, Ігорс Шишкінс та інші) діяльність організації було припинено.
Нині в Латвії функціонує «Центр Густава Целміньша» — організація латиських націонал-радикалів, завданням якої, відповідно до статуту, є «пропаганда ідеалів Целміньша».